# Arquitectura sasánida

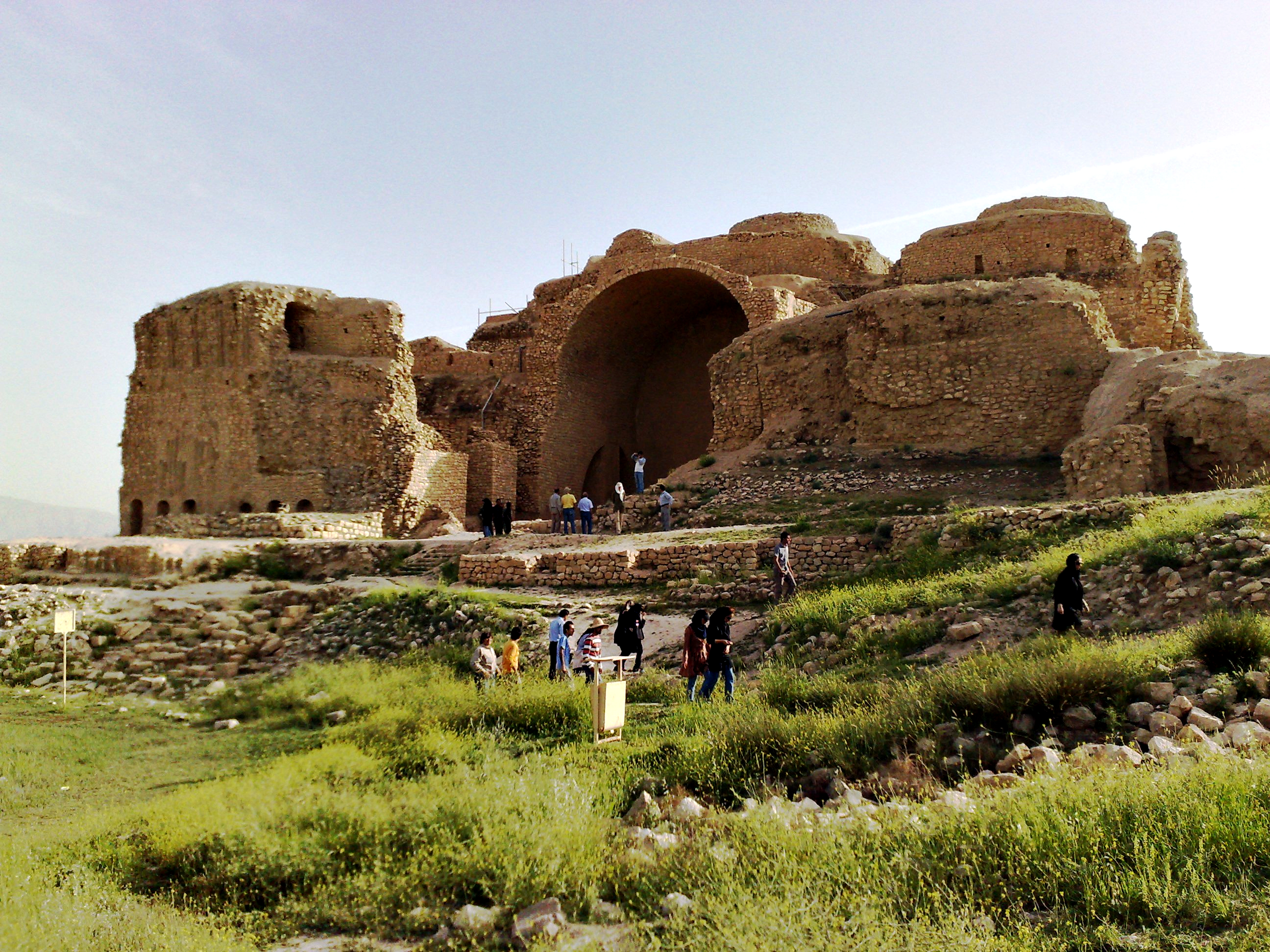
El palacio de Ardacher en Firuzabad, construido en el año durante la dinastía sasánida. El edificio tiene tres grandes cúpulas, entre los ejemplos más antiguos de tales cúpulas a gran escala en el mundo.)

La arquitectura sasánida se refiere al estilo arquitectónico persa que en su desarrollo alcanzó un punto álgido durante el Imperio sasánida (224-651), que en muchos sentidos, fue testigo del mayor logro de la civilización iraní y constituyó el último gran imperio persa preislámico antes de la conquista musulmana (634-651). Gran parte de la arquitectura sasánida fue adoptada por los musulmanes y se convirtió en parte de la arquitectura islámica.
La dinastía sasánida, como el Imperio aqueménida, se originó en la provincia de Persis (Fars) y se veía a sí misma, después del interludio de las dinastías helenística y parta, como sucesora de los aqueménidas y era consciente de su papel para restaurar la grandeza de Persia.

## Orígenes

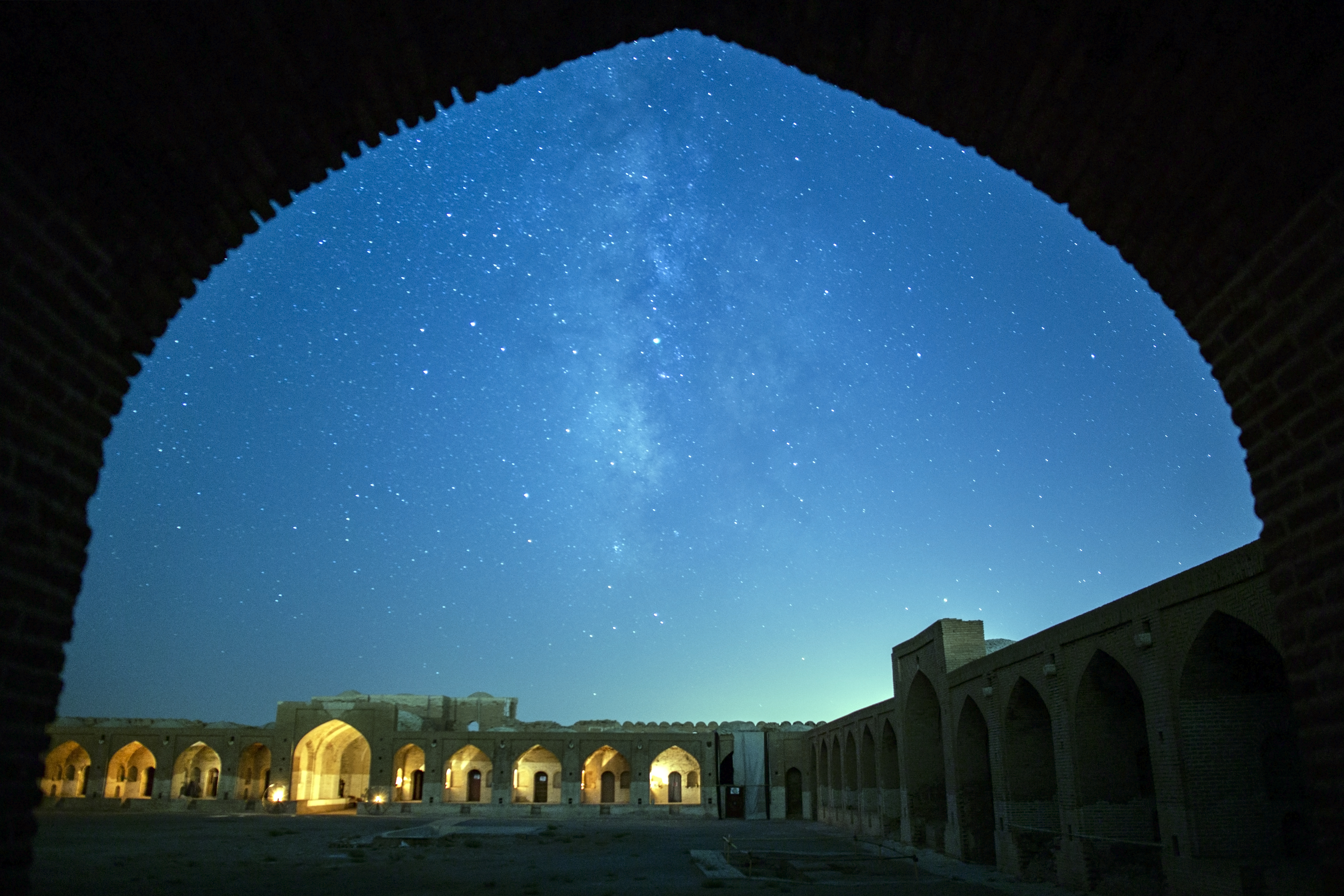
El caravanserai preislámico de Deir-e Gachin, construido por Ardashir I en (al menos 330 años antes de Mahoma

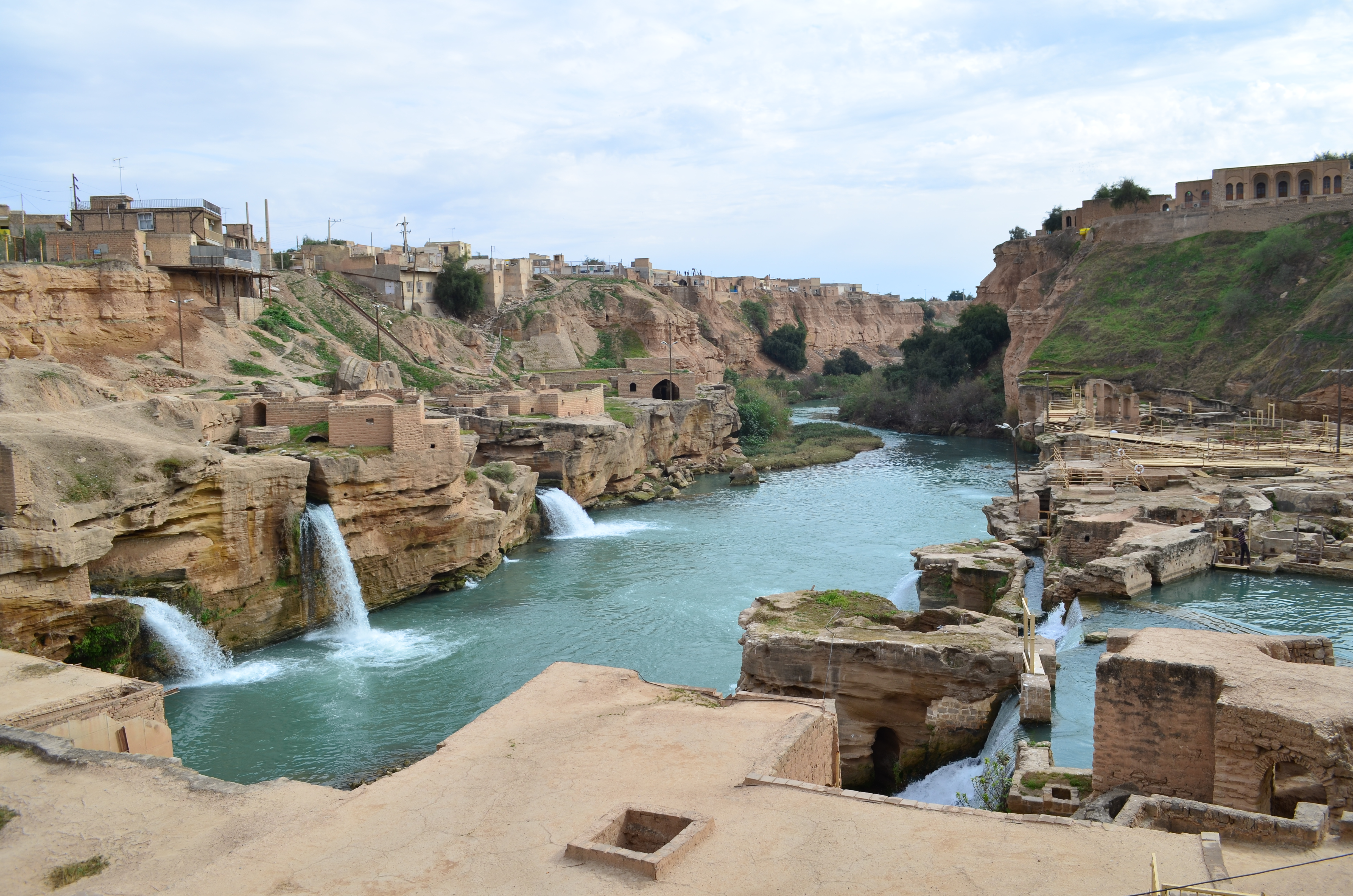
El Sistema hidráulico de Shushtar se remonta en parte a la era aqueménida.

Los sasánidas, al revivir las glorias del pasado aqueménido,  no fueron meros imitadores y su arte revela una vitalidad asombrosa. En ciertos aspectos, anticipó características que más tarde se desarrollaron durante el período islámico. La conquista de Persia por Alejandro Magno en 331 a. C. había inaugurado la difusión del arte helenístico en Asia occidental; pero aunque Oriente aceptó la apariencia exterior de ese arte, nunca asimiló realmente su espíritu. Ya en el período parto el arte helenístico era interpretado libremente por los pueblos del Cercano Oriente y durante todo el período sasánida hubo un proceso continuo de reacción contra él. El arte sasánida revivió formas y tradiciones nativas de Persia; y en época islámica llegaron a las costas del Mediterráneo.

## Palacios

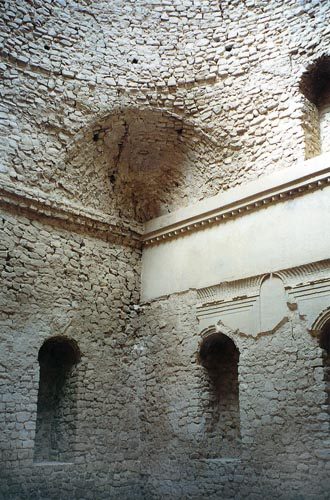
Las cúpulas sobre trompas del palacio de Ardacher, con influencia romana, son las más antiguas que se conocen.

El esplendor en el que vivieron los monarcas sasánidas está bien ilustrado por los palacios que aun sobreviven, como los de Firuzabad y Bishapur en Fars, y por la propia ciudad capital de Ctesifonte, hoy en el Irak moderno. Además de las tradiciones locales, la arquitectura dinástica parta debió haber sido responsable de muchas de las características arquitectónicas de los sasánidas. Todos se caracterizan por los iwanes con bóvedas de cañón, introducidos en el período parto, pero que en ese momento alcanzaron proporciones masivas, particularmente en Ctesifonte. El arco de la gran sala abovedada de Ctesifonte, atribuido al reinado de Sapor I (r. 241-272), tiene una luz de más de 80 pies y alcanza una altura de 118 pies desde el suelo. Esta magnífica estructura fascinó a los arquitectos en los siglos siguientes y siempre ha sido considerada una de las piezas más importantes de la arquitectura persa. Muchos de los palacios disponen de una sala de audiencia interior que consiste, como en Firuzabad, en una cámara rematada por una cúpula. Los persas resolvieron el problema de construir una cúpula circular sobre un edificio cuadrado mediante las trompas. Se trata de un arco construido en cada esquina del cuadrado, convirtiéndolo así en un octógono sobre el que era más sencillo colocar la cúpula. La cámara cupulada del palacio de Firuzabad es el ejemplo más antiguo que se conserva del uso de trompas, por lo que hay buenas razones para considerar a Persia como su lugar de invención.
Los primeros palacios de los sasánidas no se conservan. Ardashir I (r. 226-240) y Sapor I (r. 240-270), y sus sucesores inmediatos, indudablemente erigieron residencias para ellos mismos que excederían en tamaño y riqueza a los edificios que habrían satisfecho a los partos, así como aquellos en los que sus propios antepasados, los reyes tributarios de Persia bajo Partia, habían pasado su tiempo. Pero esas residencias han desaparecido casi por completo.

## Descripciones

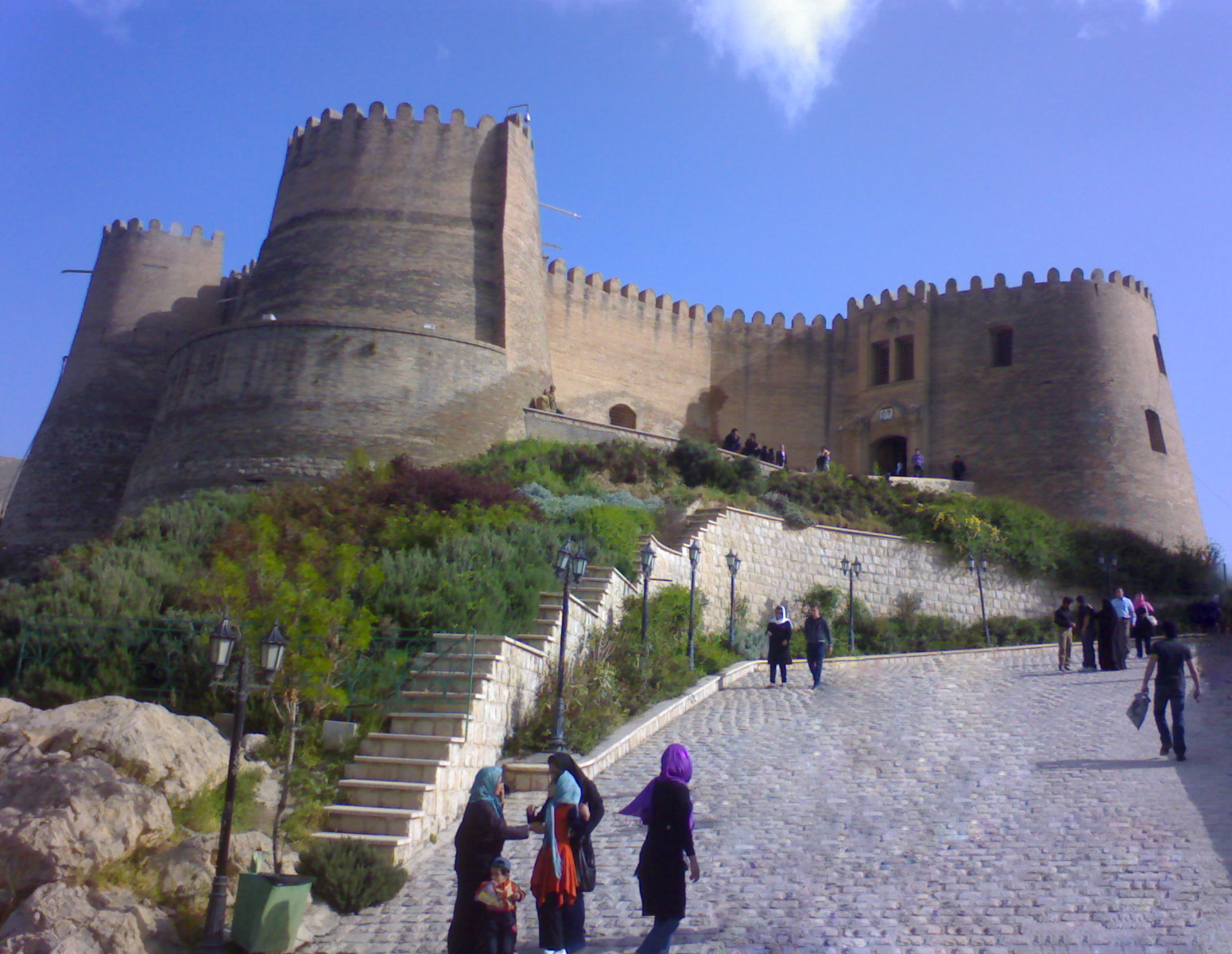
Shapur Khast en Khorramabad

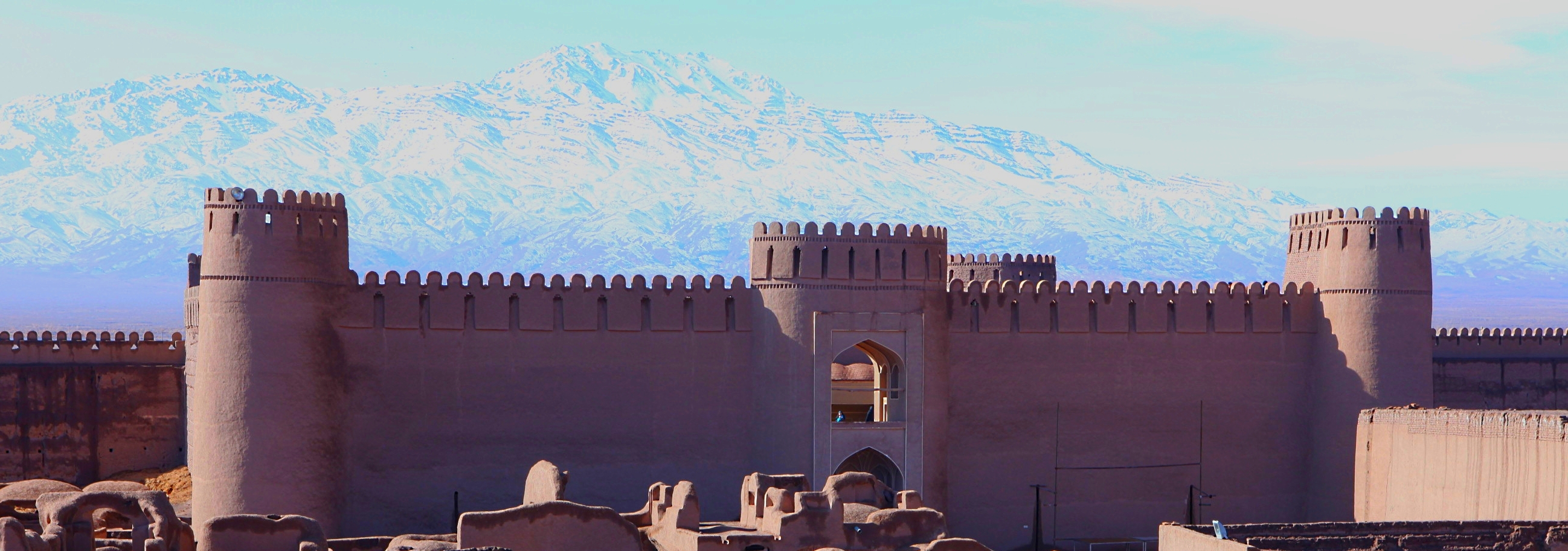
Castillo de Rayén

Los edificios sasánidas más antiguos que admiten ser medidos y descritos se han datado entre los años 350 y 450, y por ello no se pueden rastrear los pasos exactos que gradualmente condujeron al estilo sasánida. Se conservan restos  de etapas posteriores, ya superada la infancia y adquirido un carácter marcado y decidido, cuando ya no vacila y va directo a sus fines. Sus características principales son simples y uniformes desde el principio hasta el último, siendo los edificios finales ampliaciones de los primeros, añadiendo más número de apartamentos o incrementando su tamaño. Las principales peculiaridades del estilo son:
- la planta de todo el edificio es un cuadrado oblongo, sin añadidos adjuntos ni salientes;
- la entrada principal está en un porche o vestíbulo alto abovedado por un arco que ocupa todo el ancho del apartamento;
- el edificio, además de esos salones oblongos, tiene apartamentos cuadrados, abovedados con cúpulas, que son circulares en su base, y elípticas en su sección, y que descansan sobre pechinas de carácter singular;
- los apartamentos son numerosos y en suite, abriéndose unos a otros, sin la intervención de pasajes;
- el palacio comprende un patio, situado en la parte trasera del edificio, con departamentos que se abren hacia él.

El cuadrado oblongo tiene proporciones variadas. La profundidad puede ser un poco mayor que la anchura, o puede ser casi el doble. En cualquier caso, el frente ocupa uno de los lados más cortos o extremos del edificio. El muro exterior a veces está atravesado por una única entrada; pero, más comúnmente, las entradas se multiplicaban más allá del límite comúnmente observado en los edificios modernos. La gran entrada está en el centro exacto del frente. Esta entrada, como ya se ha dicho, se hacía comúnmente por un arco elevado que (si se dejan de lado las cúpulas) tendría casi toda la altura del edificio, y constituiría uno de sus rasgos más llamativos. Desde el exterior, se mira; por así decirlo, directamente al corazón del edificio, en un caso a la profundidad de 115 pies, una distancia igual a la longitud de la capilla de Enrique VII en Westminster. Armenia y Persia, y en los palacios de este último país. En las mezquitas, los «portales elevados y profundamente hundidos», «inigualables en grandeza y adecuación», son más bien la regla que la excepción; y, en los palacios, las «salas del trono» son por lo general meros nichos profundos de este tipo, abovedados o sostenidos por pilares, y abiertos en un extremo en todo el ancho y alto del departamento.

### Arcos
La altura del arco varía en los edificios sasánidas desde unos cincuenta hasta ochenta y cinco pies; es generalmente plano y sin adornos; pero en algún caso aparece con un frustrado de pequeños arcos alrededor del grande, que tiene un efecto que no es desagradable. Los apartamentos abovedados son cuadrados de 25 a 40 pies, o un poco más. Las cúpulas son circulares en su base, pero una sección de ellas exhibiría una media elipse, con sus diámetros mayor y menor en proporciones de tres a dos. La altura a la que se elevan desde el suelo no supera los 70 pies. Un único edificio tendrá dos o tres cúpulas, del mismo tamaño o, en ocasiones, de diferentes dimensiones. Es una peculiaridad de su construcción que no descansan sobre tambores, sino sobre pechinas de un carácter curioso.
Se lanza una serie de arcos semicirculares a través de los ángulos del apartamento, cada uno sobresaliendo más que el anterior, y de esta manera se eliminan las esquinas y el cuadrado se convierte en forma circular. Una cornisa recorría el apartamento, ya fuese por encima o por debajo de las pechinas, o, a veces, tanto por encima como por debajo. Las cúpulas estaban perforadas por una serie de pequeños agujeros, que dejaban pasar algo de luz, y la parte superior de los muros entre las pechinas también estaba perforada por ventanas.
No hay pasajes ni corredores en los palacios sasánidas. Las habitaciones en su mayor parte se abrían unas a otras. Cuando no era el caso, daban a un lugar de reunión común, que era un patio abierto o un gran apartamento abovedado. Las aberturas son en general puertas de tamaño moderado, pero a veces son arcos de todo el ancho de la habitación o apartamento subordinado. Se han encontrado hasta diecisiete o dieciocho habitaciones en un palacio.

### Ornamentación

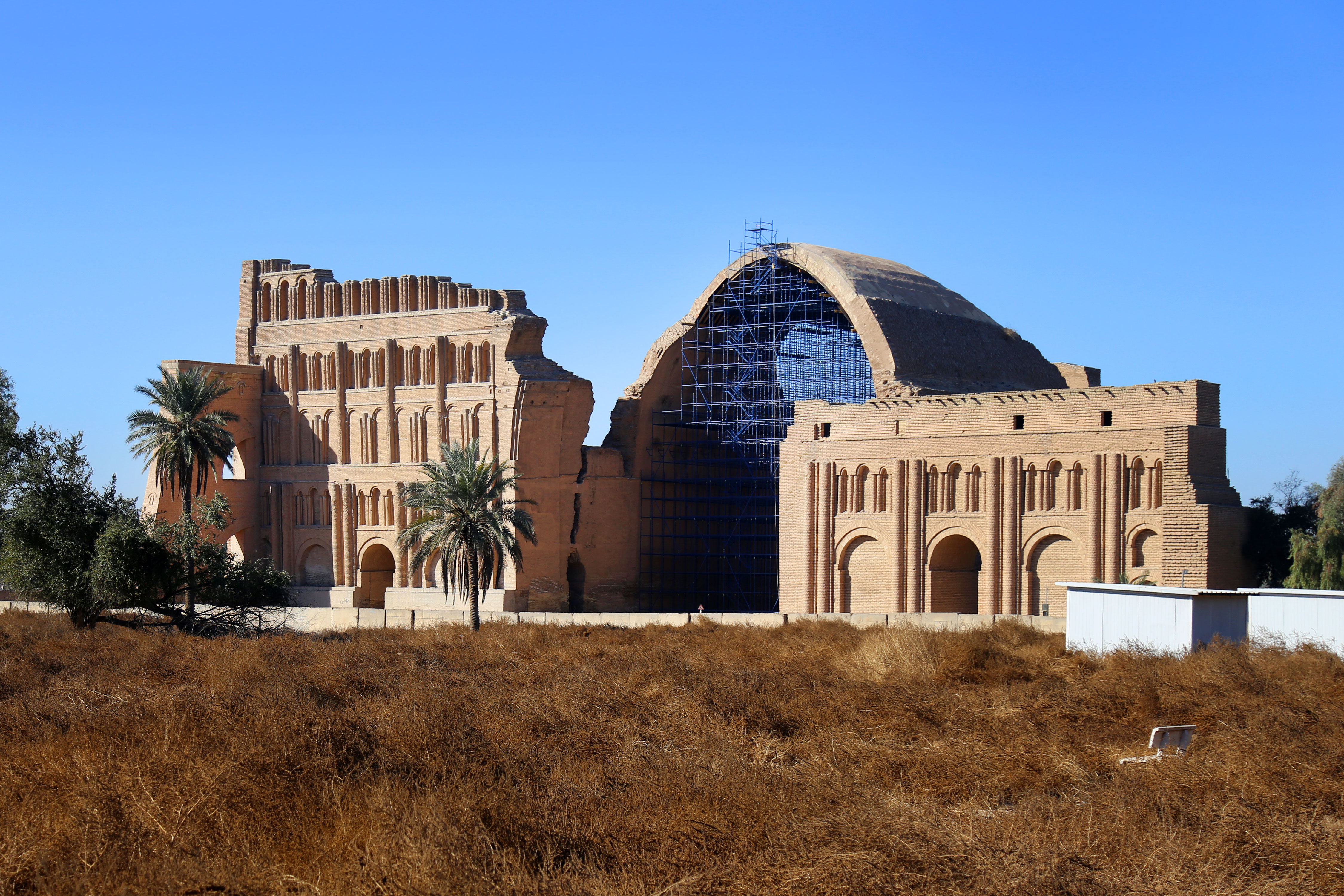
El Arco de Ctesiphon, es la única edificación visible que se conserva de Ctesiphon, la ciudad capital de los sasánidas.

La ornamentación exterior de los sasánidas se desarrolla desde el suelo hasta la cornisa, mientras que entre ellos hay una serie de arcos altos y estrechos doblemente empotrados. Mucho menos satisfactorio es el diseño mucho más elaborado adoptado en Ctesifonte, donde se superponen seis series de arcos ciegos de diferentes tipos, con hileras entre ellos y pilastras, dispuestas solas o en parejas, separando los arcos en grupos, y no superpuestos regularmente, como deben estar los pilares, reales o aparentes. La ornamentación interior fue probablemente, en gran medida, de estuco, pintura y tal vez dorados. Todo esto, sin embargo, si existió, ha desaparecido; y los interiores ahora presentan una apariencia desnuda y desnuda, que es solo ligeramente aliviada por la aparición ocasional de ventanas, puertas ornamentales y nichos, que recuerdan características bien conocidas en Persépolis. En algunos casos, se mejoró la disposición de las habitaciones mayores mediante pilares cortos, colocados a cierta distancia de los muros, y que sostenían una especie de nervadura transversal, que rompía la uniformidad del techo. Los pilares estaban conectados con las paredes laterales por arcos bajos.
Tales son las principales distinciones de la arquitectura del palacio sasánida. El efecto general de los grandes salones es grandioso, aunque escasamente hermoso y, en los mejores ejempos, todo el palacio tiene un aire de simple severidad que es llamativo y digno. Los arreglos internos no parecen bar sido muy convenientes. Se sacrificaba demasiado a la regularidad, y lleva a pensar que la apertura de cada habitación hacia su vecina debe haber sido insatisfactoria. Aun así, se considera que los edificios «indican una originalidad y fuerza considerables», aunque «apuntan a un estado de la sociedad en el que la atención a la seguridad apenas permitía al arquitecto el libre ejercicio de los ornamentos más delicados de su arte».

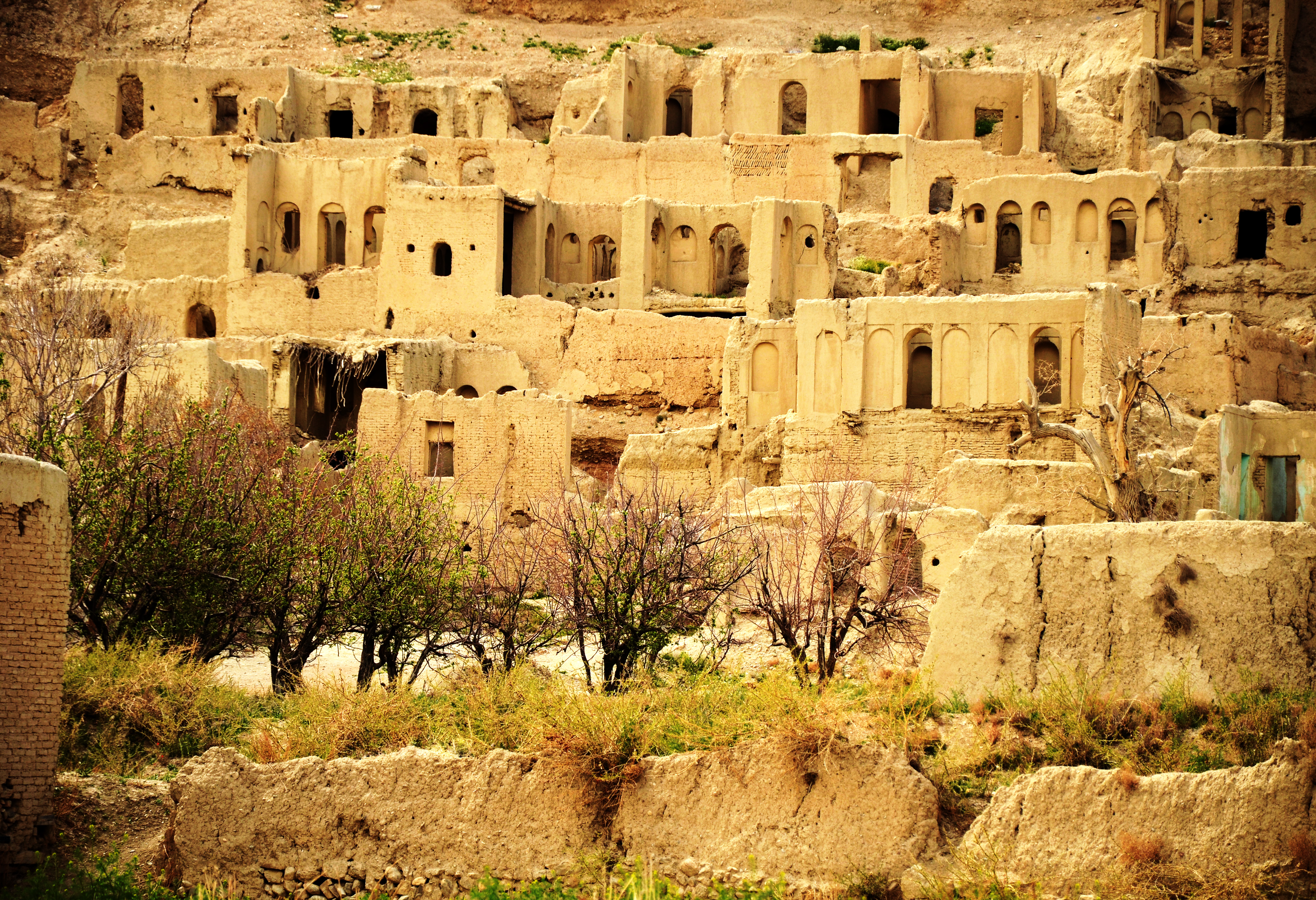
Casas en Izadkhast

### Unicidad
La característica más singular de la arquitectura sasánida fue su uso distintivo del espacio. El arquitecto sasánida concebía su edificio en términos de masas y superficies; de ahí el uso de muros macizos de ladrillo decorados con estuco moldeado o tallado. Las decoraciones de paredes de estuco aparecen en Bishapur, pero se conservan ejemplos mejores en Chal Tarkhan cerca de Rayy (de fecha sasánida tardía o islámica temprana), y en Ctesifonte y Kish en Mesopotamia. Los paneles muestran figuras de animales engastadas en círculos, bustos humanos y motivos geométricos y florales.

## Influencia sasánida

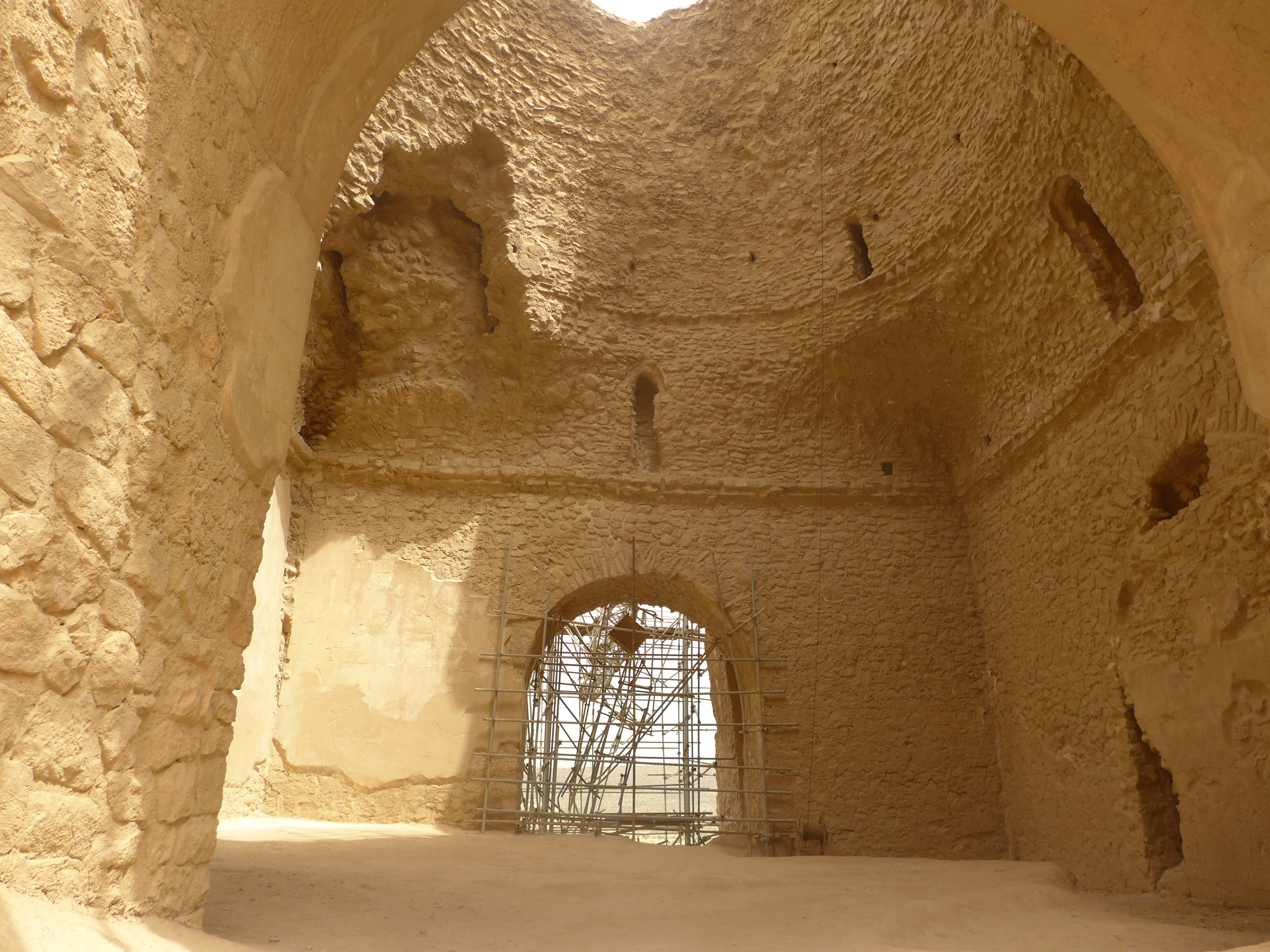
Interior del Qal'eh Dokhtar. El uso de trompas para colocar la cúpula sobre una estructura cuadrada se considera la contribución sasánida más significativa a la arquitectura islámica.

El arte sasánida revivió formas y tradiciones nativas de Persia; y en época islámica llegaron a las costas del Mediterráneo. La influencia de la arquitectura sasánida llegó mucho más allá de sus fronteras, tuvo una influencia distintiva en la arquitectura bizantina y la arquitectura islámica. De hecho, la arquitectura islámica tomó mucho de la arquitectura persa.

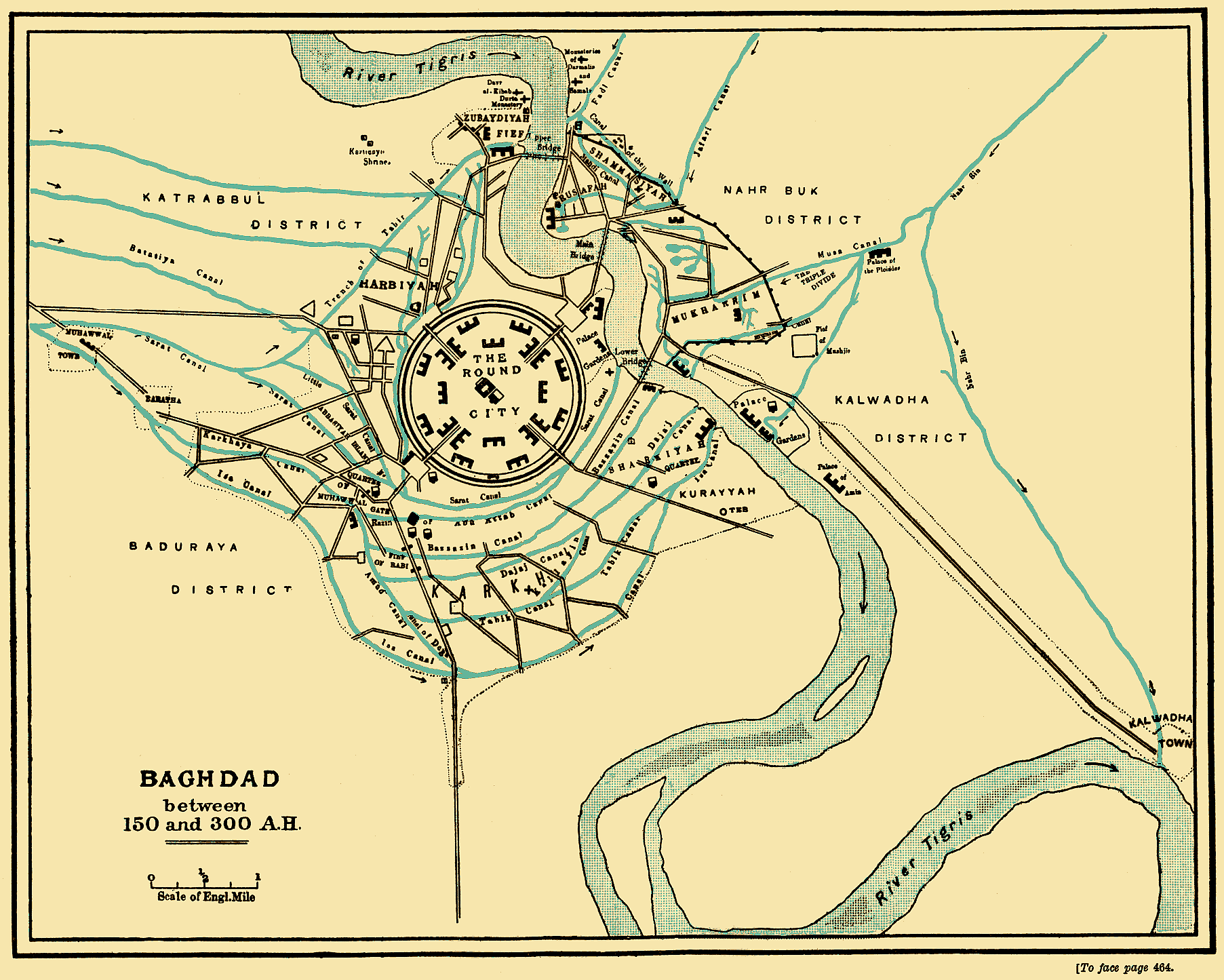
La ciudad redonda de Bagdad construida en el período abasí se basó en el diseño de ciudad circular parto-sasánida.

Bagdad, por ejemplo, se basó en precedentes persas como Firuzabad, una antigua capital sasánida. De hecho, ahora se sabe que los dos proyectistas contratados por al-Mansur para planificar el diseño de la ciudad fueron Naubakht, un antiguo zoroastrista persa, y Mashallah, un antiguo judío de Khorasan, Irán.
La Gran Mezquita de Samarra es otro ejemplo, en el que el edificio en espiral se basó en la arquitectura persa, como la torre en espiral en el centro de Firuzabad.
En Afganistán, en Bamian, hay ruinas que muestran el gran impacto del arte y la arquitectura iraní (especialmente de la era sasánida) desde el siglo IV al VIII.[cita requerida] Frescos y budas colosales adornan los monasterios de Bamian, revelando una fusión de elementos sasánidas-iraníes y greco-budistas.[cita requerida]

### Influencias extranjeras

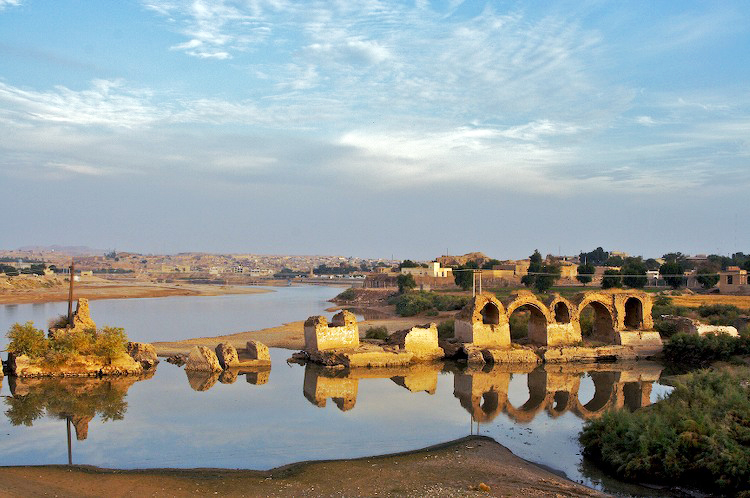
Band-e Kaisar

La arquitectura bizantina tuvo influencia en alguna arquitectura sasánida, uno de los buenos ejemplos está en Bishapur, algunos de los suelos estaban decorados con mosaicos que mostraban escenas de jolgorio como en un banquete; la influencia romana aquí es clara, y los mosaicos pueden haber sido colocados por prisioneros romanos. Los edificios también estaban decorados con pinturas murales. Se han encontrado ejemplos particularmente buenos en el monte Khajeh en Sistán.

## Galería

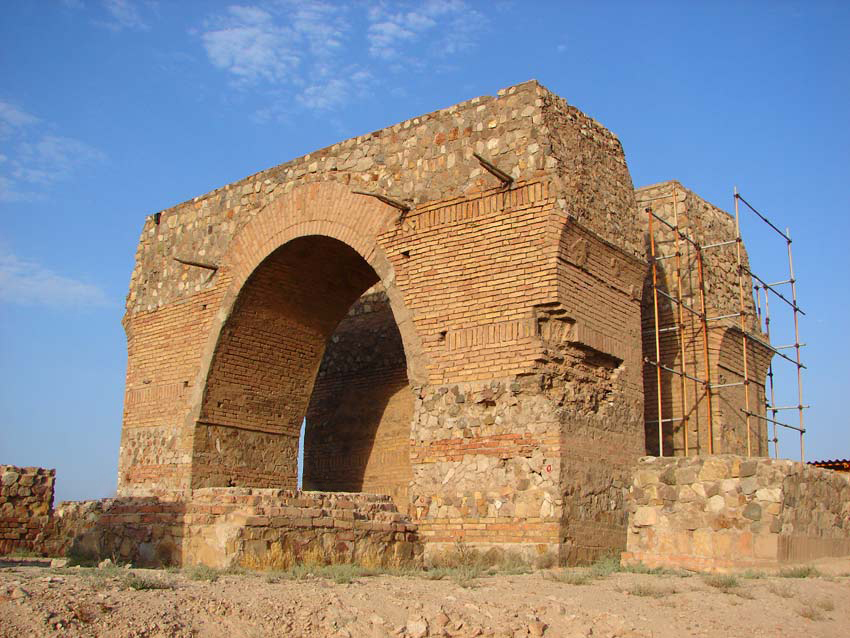
Templo del fuego de Rayy
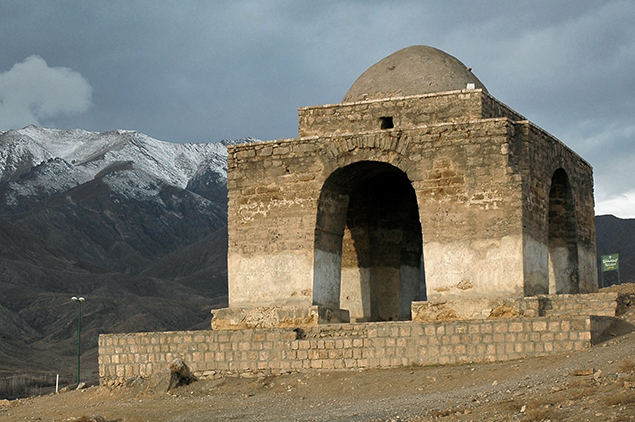
Templo del Fuego de Niasar
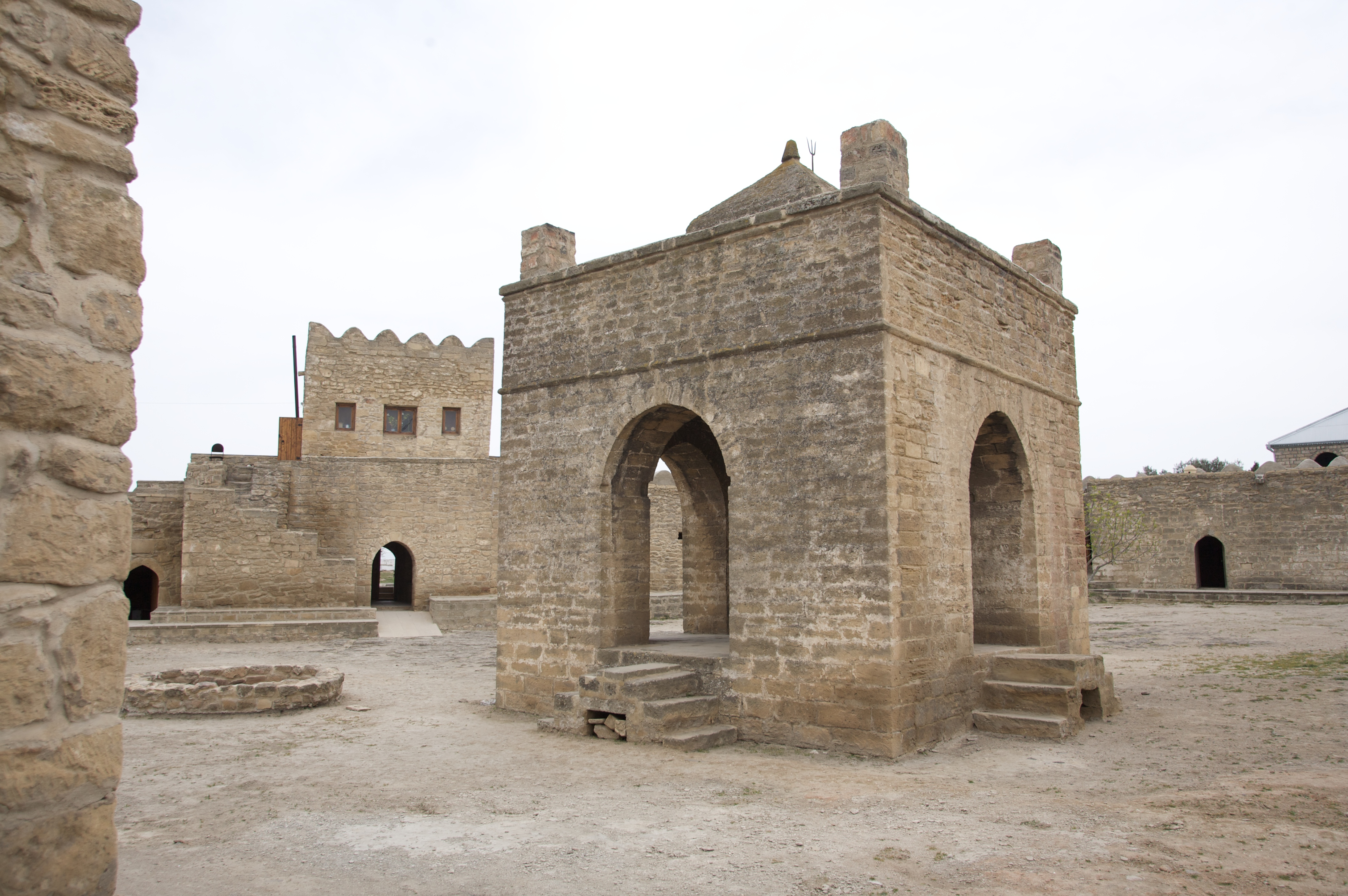
Ateshgah  de Bakú en la República de Azerbaiyán
Templo del fuego de Tashveer
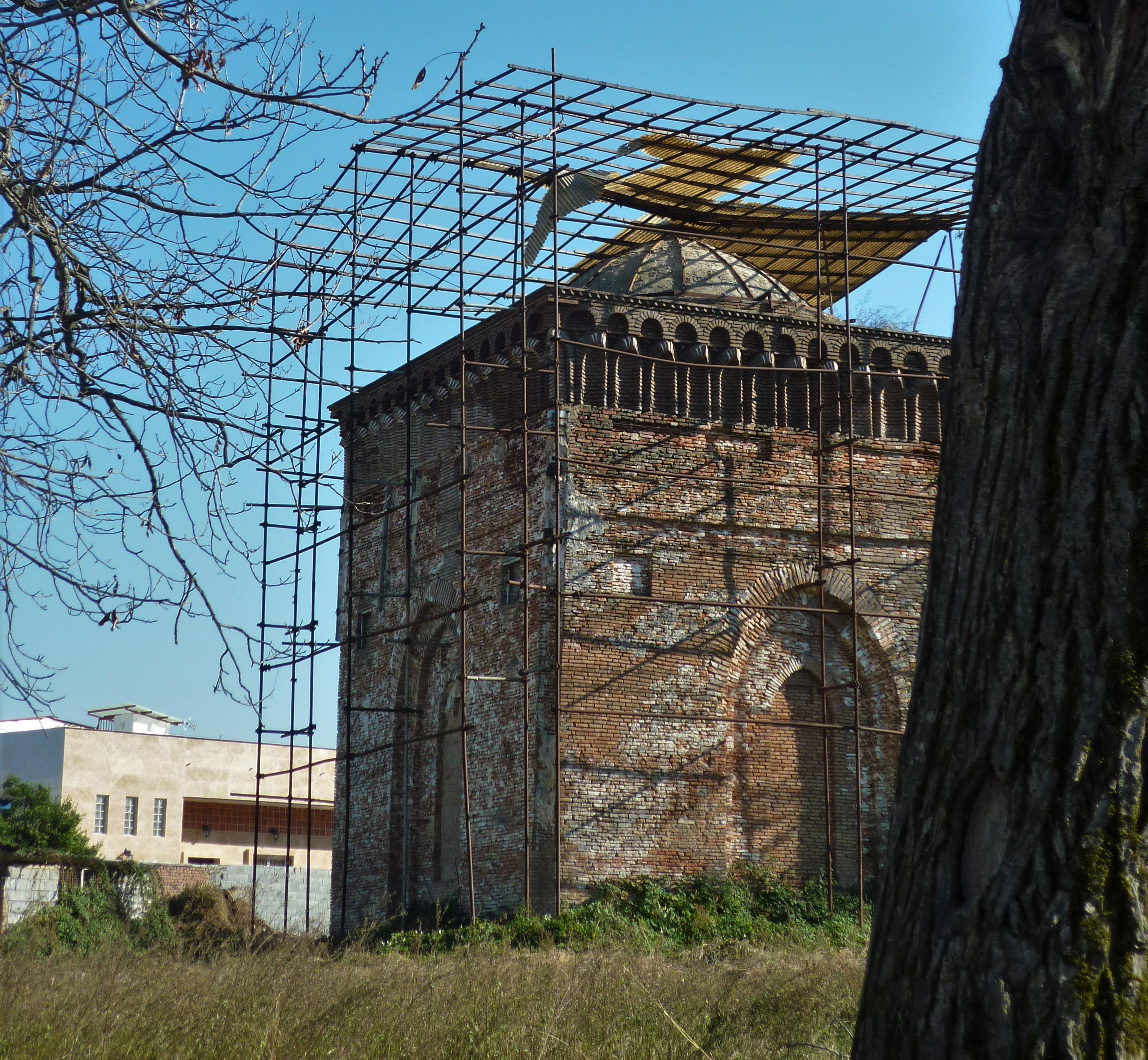
Templo del Fuego de Amol
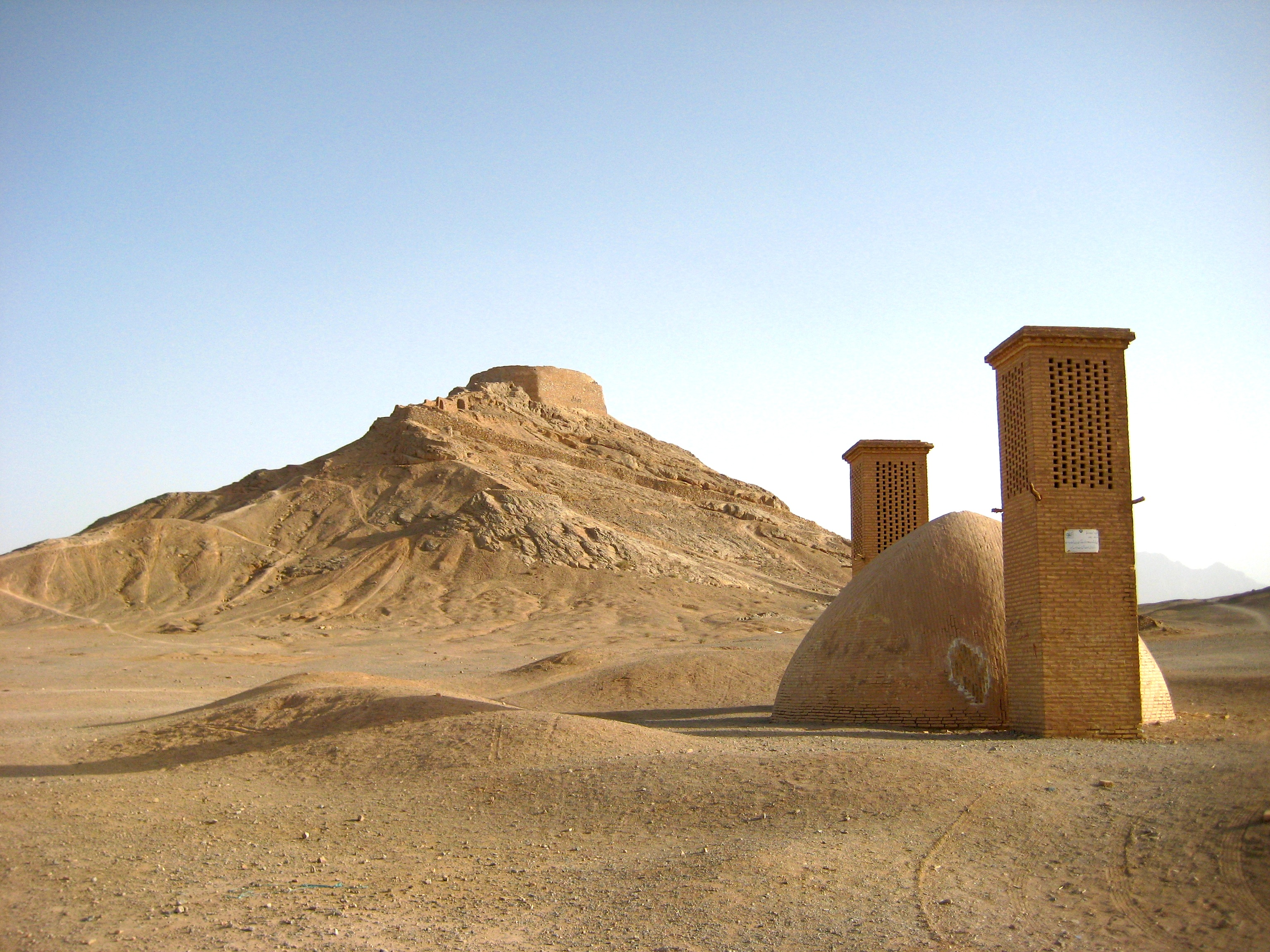
Un  cazador de viento sasánida